# Pakalukodes bimaculatus
Pakalukodes bimaculatus là một loài bọ cánh cứng trong họ Corylophidae. Loài này được Slipinski, Lawrence & Tomaszewska miêu tả khoa học đầu tiên năm 2001.